# Monte Gibalbín
El monte Gibalbín es la cota más alta de la Sierra Gibalbín. Tiene una altura de 410 m s. n. m. (metros sobre el nivel del mar), señalada por un vértice geodésico. En su cumbre destacan diversas instalaciones de comunicación. Se encuentra en la frontera entre las provincias andaluzas de Sevilla y Cádiz. La localización del monte Gibalbín es próxima a la localidad de Lebrija (Sevilla), situada en el sur de la provincia sevillana.
Rodeado por la sierra Gibalbín, que a su vez está rodeada de llanuras, correspondientes a los valles del Guadalquivir y del Guadalete, ofrece una atalaya para divisar una enorme extensión en 360°. Así, en lo más alto, se puede divisar una vista completa de la ciudad de Jerez de la Frontera, Lebrija  y alrededores: desde los cercanos llanos de Nueva Jarilla, el aeropuerto y la autopista Sevilla-Cádiz, así como el pueblo de Gibalbín, ya en la provincia de Cádiz. También se puede divisar, hacia la zona norte, hasta el puerto de Sevilla, por lo que parece ser que la sierra de Gibalbín era lugar estratégico como punto intermedio entre este puerto y el de Cádiz.